# Calathus calceus
Calathus calceus är en skalbaggsart som beskrevs av Ball och Negre. Calathus calceus ingår i släktet Calathus och familjen jordlöpare. Inga underarter finns listade i Catalogue of Life.